# 曼努埃尔·贝尔格拉诺骑马像
曼努埃尔·贝尔格拉诺骑马像（西班牙語：Monumento ecuestre al General Manuel Belgrano）是一尊坐落五月广场玫瑰宫前的青铜騎馬像，为布宜诺斯艾利斯地标之一。骑马像位于大型花岗岩基座上，展現的是曼努埃尔·贝尔格拉诺将军高举阿根廷国旗的姿態。
雕像建成于1873年，由法国人阿爾貝-歐內斯特·卡里耶-貝洛斯和在法阿根廷人曼努埃爾·德聖塔·科洛馬（Manuel de Santa Coloma）制成。

## 历史

### 雕塑师

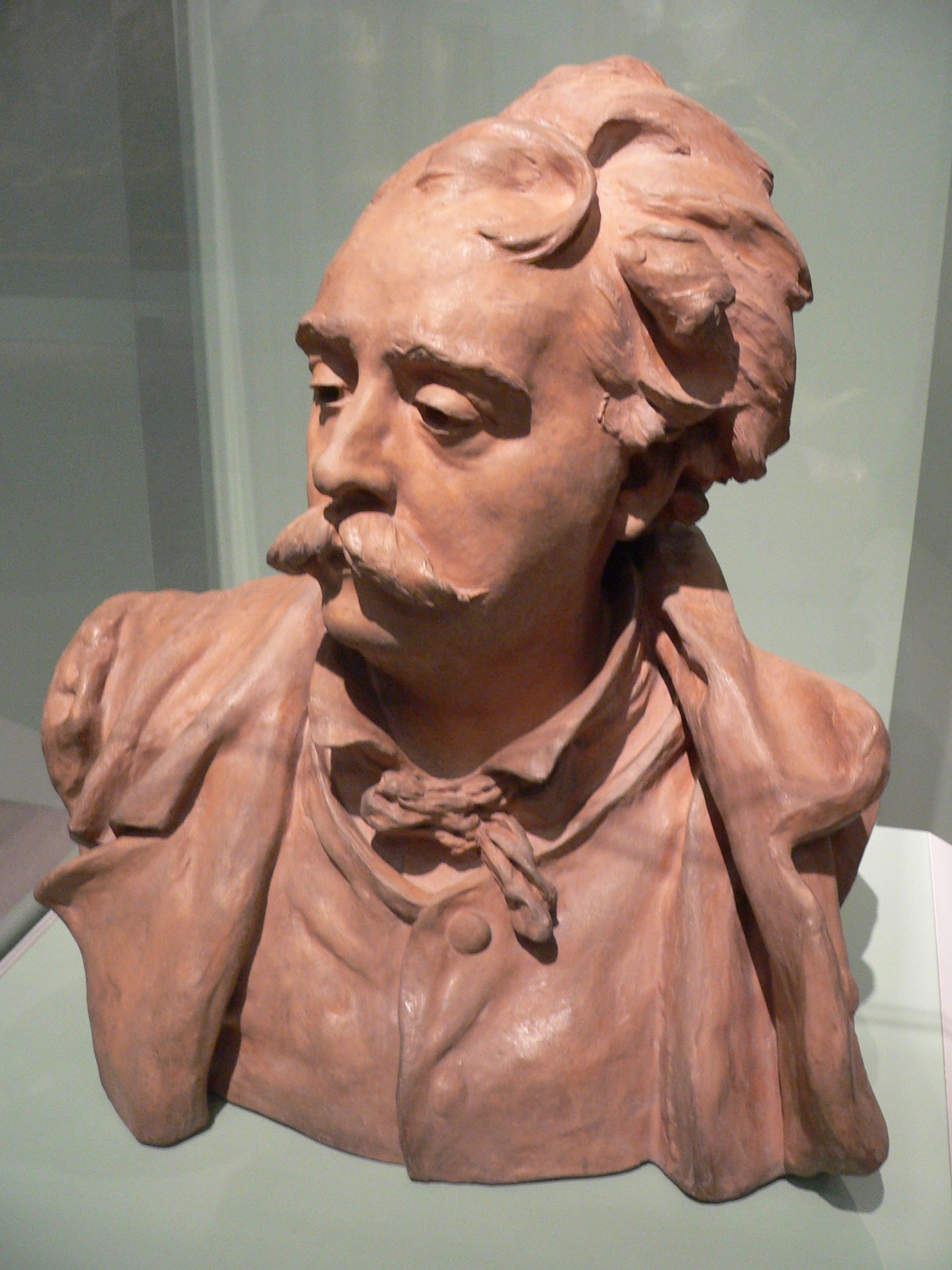
路易斯-罗伯特·卡里尔-贝勒斯

1870年，由巴托洛梅·米特雷、恩里克·马丁内斯和Manuel José Guerrico组成委员会，决定在五月二十五日广场建造纪念曼努埃尔·贝尔格拉诺雕像。委员会委托法国雕塑家路易斯-羅伯特·卡里爾-貝勒斯创作了贝尔格拉诺雕像，而曼努埃爾·德聖塔·科洛馬（Manuel de Santa Coloma）创作了战马雕像。曼努埃爾·德聖塔·科洛馬出生于法国波尔多，其父受里瓦达维亚任命为共和国第一总领事。

### 揭幕

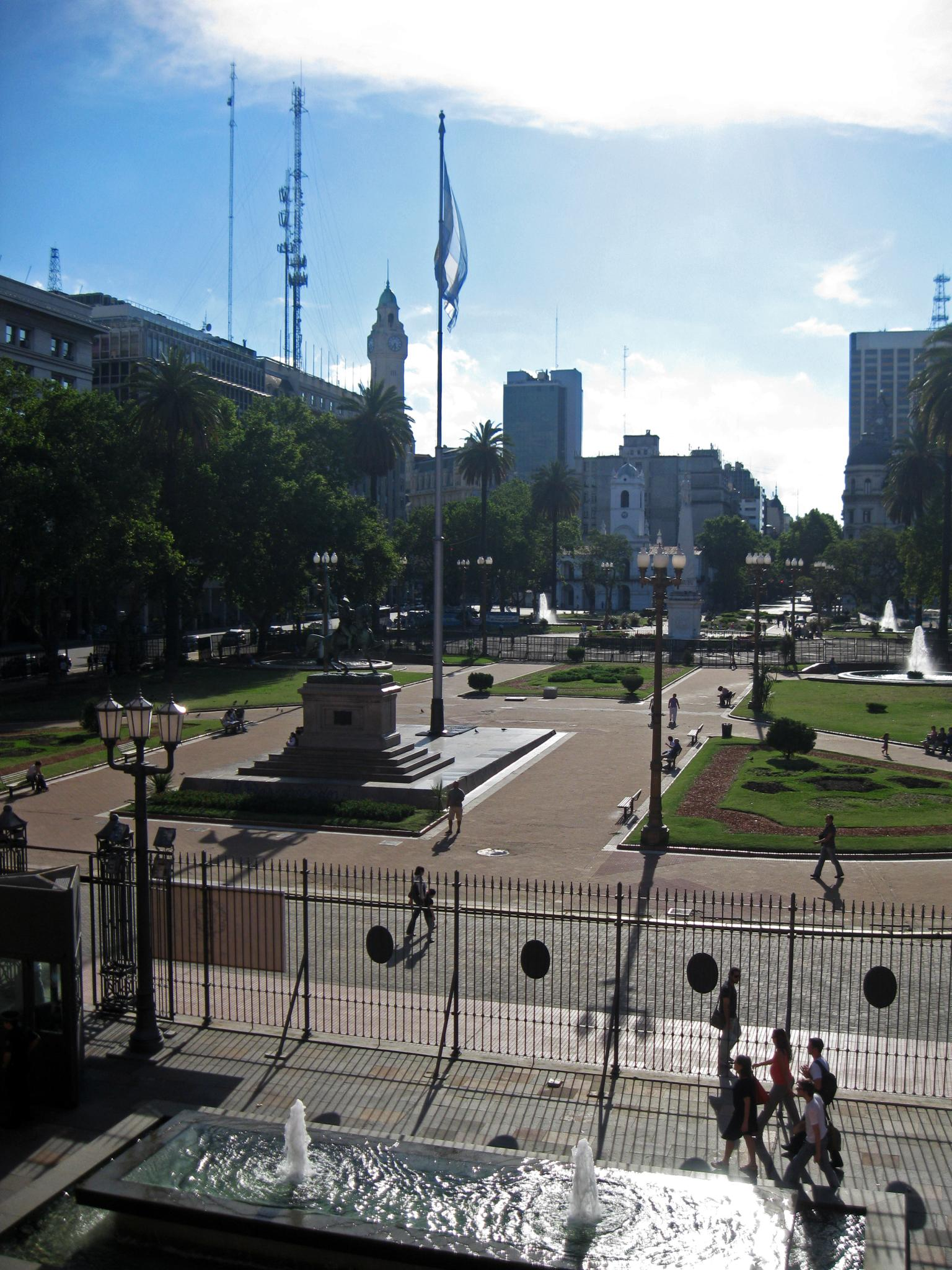
玫瑰宫视角的骑马像

它完成于1872年，运往布宜诺斯艾利斯，1873年9月24日立于广场，是图库曼战役第71周年纪念日。据当时报道，2000多人出席揭幕仪式，填满了广场也爬上了在邻近的屋顶和阳台上。当晚在哥伦布剧院演奏阿根廷国歌。 
出席的公职人员包括阿根廷总统多明戈·福斯蒂诺·萨米恩托和布宜诺斯艾利斯省省长马里亚诺·阿科斯塔。

## 雕像
雕像基座上还有两块牌匾：
- 正面牌匾：致敬国旗的创造者，1812圣马丁爱国学生会，1912年9月24日
- 反面牌匾：五月广场母亲“Azucena Villaflor（西班牙语：Azucena Villaflor），我们和你教导的那般继续奋斗，1994年4月30日”